# Descurainia preauxiana
Descurainia preauxiana (Webb) O.E.Schulz, es una especie de planta perteneciente a la familia de las brasicáceas.

## Distribución geográfica
D.preauxiana es un endemismo de Gran Canaria en las Islas Canarias.

## Características
Se diferencian dos variedades: var. preauxiana y var. briquetii (Pit.) O.E.Schulz. Dentro del género se diferencia por sus flores, que poseen sépalos de 3–4 mm, siendo la garra mucho más corta que los pétalos. Las hojas inferiores son unipinnadas, con lóbulos lineares de color verde.

## Taxonomía
Descurainia preauxiana fue descrito por (Webb) O.E.Schulz y publicado en Das Pflanzenreich IV. 105(Heft 86): 344. 1924.
Etimología
Descurainia: nombre genérico dedicado a François Descuraine (1658-1740), farmacéutico francés.
preauxiana: epíteto dedicado en honor de J.M.Despréaux (1794-1843), naturalista francés. 
Sinonimia
- Hesperis preauxiana (Webb) Kuntze
- Sisymbrium preauxianum Webb[3]